# أيدان كيارني
أيدان كيارني (بالإنجليزية: Aidan Kearney)‏ هو لاعب قذف أيرلندي، ولد في 27 فبراير 1984 في وترفورد في جمهورية أيرلندا.